# Le Trésor de Fiskary
Le Trésor de Fiskary, ou De ringelingschat en néerlandais, est le dix-huitième album de bande dessinée de la série Bob et Bobette. Il porte le numéro 137 de la série actuelle. Il a été écrit et dessiné par Willy Vandersteen et publié dans De Standaard et Het Nieuwsblad du 2 février 1951 au 12 juin 1951.

## Synopsis
Lambique reçoit tout à fait par hasard une corne à boire en argent qu’il vend à un antiquaire et que Sidonie achète, toujours par le même des hasards. Cette corne semble dotée de pouvoirs magiques : quand on l’utilise pour boire de l’eau du Rhin, on est capable voyager dans le temps. Nos amis arrivent ainsi à Xanten à l’époque médiévale. Ils y découvrent que les habitants y paient chaque semaine un seau plein d’or qui est jeté dans un marais et que des nains récupèrent pour l’apporter à un énorme dragon. Vont-ils réussir à se débarrasser de ce dragon ?

## Personnages principaux
- Bobette
- Bob
- Lambique
- Sidonie

## Personnages secondaires
- Professeur Von Kraklin
- Le roi Hugues Path-Ath
- Bobard, cheval parlant à six pattes
- Nèfle le nain
- Fafnir le nain

## Lieux
- Belgique
- Xanten
- Fiskary

## Autour de l'album
- L'histoire est basée sur:
  - Les Nibelungen (une épopée écrite en moyen haut allemand du XIIIe siècle, dans laquelle la disparition de la maison des Bourguignons est décrite).
  - Der Ring des Nibelungen de Richard Wagner , écrit entre 1853 et 1874.
  - Mais aussi  Das Rheingold, Die Walküre, Siegfried et Götterdämmerung.
- La scène où Lambique est invulnérable, à l'exception d'une tache sur son corps, est une référence à Siegfried. Ce fait remonte à la légende d'Achille.
- L'histoire critique l'État et sa politique fiscale[2].
- Dans la première édition, dans la version néerlandaise, le sculpteur sur bois avec lequel Bob est apprenti s'appelle Holzmaai. Ceci est devenu plus tard Houtmaai et ce nom signifie scarabée en bois. Dans la version française, ce dernier s'appelle simplement Maître Copeau.
- Dans la première édition, tante Sidonie chantait la chanson de guerre en langue allemande Lili Marleen pour déplacer la population.
- Le roi Hugues Path-Ath fait référence à une patate[3].
- Dragon To-Tal-Krieg fait référence à l'appel que Joseph Goebbels a fait au peuple allemand en 1943 : Wollt ihr den Totalen Krieg? ("Voulez-vous une guerre totale?")
- Lorsque les troupes de Path-Ath avancent pour conquérir le pays voisin, elles chantent En avant Fanfan de la Tulipe Bing Avant Bang ! la Boum ! Tulipe en avant !, soit en allemand  Auf der Heide blüht ein kleines Blümelein BING! und BANG! cravate BOOM! heiszt Eeeee ... rika !!! . C'est aussi une référence claire à la Seconde Guerre mondiale ; cette chanson (Erika) a été chantée par les soldats allemands.
- Dans la première édition, Lambique conseille au professeur Von Kraklin dans la dernière planche: « Si vous voulez faire quelque chose pour lequel vous ne serez pas poursuivi, faites exploser la tour Yser », suivi d'une photo de Bobette avec la honte aux mâchoires. La tour de l'Yser, symbole nationaliste flamand, a été dynamitée par des étrangers[réf. souhaitée] en 1946. Il a fallu plusieurs années pour que la tour soit reconstruite. Dans la version réimprimée, cette référence a été omise et remplacée par le conseil: « … allez vous faire pendiller ailleurs ».
- Dans les réimpressions de cet album, il est mentionné pendant le voyage en train des amis que Jérôme ne peut pas venir parce qu'il est en vacances. La première édition de Le trésor de Fiskary date de 1951, lorsque Jérôme n'avait pas encore été introduit dans la série. Le texte « Jérôme ne peut pas venir parce qu'il est en vacances » a été ajouté bien plus tard.

## Éditions
- De ringelingschat, Standaard, 1951 : Édition originale en néerlandais
- Le Trésor de Fiskary, Erasme, 1953 : Première édition française comme numéro 7 de la série rouge en bichromie.
- Le Trésor de Fiskary, Erasme, 1972 : Réédition française comme numéro 137 de la série actuelle en couleur.